# Nancy van Stokkum
Nancy van Stokkum (24 de abril de 1974) es una deportista neerlandesa que compitió en judo. Ganó una medalla de bronce en el Campeonato Europeo de Judo de 1998 en la categoría de –63 kg.

## Palmarés internacional
| Campeonato Europeo | Campeonato Europeo | Campeonato Europeo | Campeonato Europeo |
| Año                | Lugar              | Medalla            | Categoría          |
| ------------------ | ------------------ | ------------------ | ------------------ |
| 1998               | Oviedo (España)    | Medalla de bronce  | –63 kg             |